# Gens qui pleurent et Gens qui rient
Gens qui pleurent et Gens qui rient er en fransk stumfilm fra 1900 af Georges Méliès.